# میتسوبیشی بی۱ام
میتسوبیشی بی۱ام (به انگلیسی: Mitsubishi B1M) یک هواپیمای ساختِ کارخانهٔ میتسوبیشی در کشور ژاپن است. نخستین استفاده‌کنندهٔ این هواپیما نیروی دریایی امپراتوری ژاپن بوده‌است. این هواپیما برای نخستین بار در ۱۹۲۳ میلادی مورد استفاده قرار گرفت.